# فرودگاه شهرستان هوگتن
فرودگاه شهرستان هوگتن (به انگلیسی: Hugoton Municipal Airport) یک فرودگاه همگانی بهره‌برداری هوایی است که یک باند فرود بتن دارد و طول باند آن ۱۵۲۴ متر است. این فرودگاه در کشور ایالات متحده آمریکا قرار دارد و در ارتفاع ۹۵۵ متری از سطح دریا واقع شده‌است.